# История лучников Сандзюсангэн-до
«История лучников Сандзюсангэн-до» (яп. 三十三間堂通し矢物語: сандзюсангэно тосия моногатари; англ. A Tale of Archery at the Sanjusangendo) — японский фильм-драма режиссёра Микио Нарусэ, вышедший на экраны в 1945 году.   

## Сюжет
Сюноити Дайэмон был мастером по стрельбе из лука и рекордсменом в этом виде соревнований. Однако, однажды, его рекорд был побит в день очередного турнира в знаменитом храме Сандзюсангэн-до мастером по имени Хоси-но Кандзаимон. Не вынеся такого позора, Дайэмон совершил сэппуку (ритуальное самоубийство). Спустя пять лет, его сын, молодой и робкий юноша Дайхатиро объявил о своём намерении соревноваться с Кандзаимоном, чтобы вернуть своему роду былую славу. Окину, хозяйка гостиницы, в которой остановился Дайхатиро, всячески помогает юноше, будучи его покровительницей. Но робкого Дайхатиро начинают одолевать сомнения в своих силах, и не без причины. Незадолго до соревнований в жизни Дайхатиро появляется некий Карацу Камбэй, самурай предложивший помощь в подготовке молодого лучника к турниру. Но вскоре выясняется, что Карацу Камбэй это не кто иной, как сам соперник Кандзаимон. Во время турнира Дайхатиро несколько перенервничает и совершив несколько промахов, будет готов уже сдаться, но Кандзаимон проявит благородство и скажет Окину о том, что нужно сделать, чтобы настроить молодого лучника на победу. В результате Дайхатиро выиграет соревнования.

## В ролях
- Кадзуо Хасэгава — Хоси-но Кандзаимон / Карацу Камбэй
- Кинуё Танака — Окину
- Сэнсё Итикава — Дайхатиро
- Акитакэ Коно — Кадзума Хатино
- Аяко Кацураги — мать Кадзумы Хатино
- Харуо Танака — Сэйдзиро
- Тамаэ Киёкава — Омацу

## Премьеры
Япония — национальная премьера фильма состоялась 28 июня 1945 года.

## О фильме
Съёмки фильма проходили в мае-июне 1945 года в киотских павильонах, в перерывах между бомбёжками. Несмотря на тяжелые времена, студия Toho попыталась снять кино с претензией на серьезный хит, арендовав у Shochiku актрису Кинуё Танака. Автор сценария Хидэо Огуни в последующие годы был постоянным соавтором Акиры Куросавы (с 1952 по 1970 год). В основе сценария фильма — реальные события, произошедшие во времена сёгуна Токугавы Цунаёси. Имена и обстоятельства были изменены, но финальный рекорд в 8 133 попадания остался в фильме без изменений. Это реальный исторический рекорд, побить который в эпоху Эдо так никто и не смог..